# Callimoxys retusifer
Callimoxys retusifer là một loài bọ cánh cứng trong họ Cerambycidae.